# Couto de Baixo
Couto de Baixo ist ein Ort und eine ehemalige Gemeinde (Freguesia) im portugiesischen Kreis Viseu. Die Gemeinde hatte 755 Einwohner (Stand 30. Juni 2011).
Am 29. September 2013 wurden die Gemeinden Couto de Baixo und Couto de Cima zur neuen Gemeinde União das Freguesias de Couto de Baixo e Couto de Cima zusammengeschlossen.